# 李 (麻薩諸塞州普查規定居民點)
李是位於美國麻薩諸塞州伯克夏縣的一個普查規定居民點。

## 人口
根據2020年美國人口普查的數據，李的面積為3.53平方千米，當中陸地面積為3.43平方千米，而水域面積為0.09平方千米。當地共有人口1880人，而人口密度為每平方千米532.58人。